# 石像の恐怖
『石像の恐怖』（せきぞうのきょうふ、原題：英: The Man of Stone）は、アメリカ合衆国のホラー小説家ヘイゼル・ヒールドによる短編ホラー小説。ハワード・フィリップス・ラヴクラフトの添削が入っている。クトゥルフ神話の1つ。
『ワンダーストーリーズ』1932年10月号に掲載された。ヒールド恒例の石化ホラー。ヒールドは1932年にC・M・エディー夫人の紹介でラヴクラフトと知り合ったらしく、本作を皮切りに幾つかの作品の添削指導を依頼した。

## あらすじ

### ベン・ヘイドン
田舎で静養していたヘンリー・ジャクスンは、猟に出かけた際に、ある洞窟に行き着く。入口にはあまりにもリアルな犬の石像が置かれ、洞窟内には怯えと苦痛をたたえた男の石像が横たわっていた。一目散に逃げかえったヘンリーは、村人に尋ねてみるが、彼らは「気ちがいダン」についてぶつぶつとつぶやくのみで、何もわからない。帰還したヘンリーが、ベン・ヘイドンに相談したところ、ベンはそれらの彫刻を自分でも見たいと言い出し始め、ジャックを同行して出かける。アーサー・ウィーラーもまた、村に滞在しており、突然姿を消していた。ベンは、伝聞した彫像がウィーラーの作品ではないかと推測していた。
村人のサム老人はウィーラーのことを知っており、ダン夫妻とトラブルがあったらしいことを証言する。続いて2人は、洞窟と犬の像を発見し、ジャクスンの証言が本当であったことを確かめる。あまりのリアルさは作り物には見えず、洞窟内から生物の細胞を固めるガスでも吹き出したのではないかと疑う。さらに、洞窟内に横たわる男の像がまさに知人のウィーラーであることを認め、逃げ出す。なんらかの化学的な変換作用によって生物が石と化すことは、ありえなくはないだろう。だがそれらの石化は、完了までにとてつもない歳月を要する。つい3週間ほど前までに生きていた生物が石像になっているなど常識外である。
2人は謎を探るために、気ちがいダンの家を訪れる。家は彫刻家ウィーラーの仕事場だった形跡がみられるも、誰も住んでおらず、「恐怖に顔を歪めた年輩の男」と「冷ややかな表情の若い女」の2体の石像があった。どちらもウィーラーの作品ではなく、気ちがいダンとその妻であるのは明白であるが、何が起こったのかわからない。ベンは日記を見つけ、読み終えると当局に通報する。ダンの家の屋根裏部屋の本と書類は焼かれ、洞窟の奥の奇妙な器具は破壊される。

### ダニエルの日記
ウィーラーと妻ローズの不貞に気づいたダニエルは、気づいていないふりをしつつ、復讐の方法を考える。<ヨトの発現>は、子供の血が必要となる上に、隣人に気を配らなくてはならないために現実的ではない。<緑の腐敗>は有望だが、あの光景と臭気はダニエルにとっても不快がすぎる。そこで「エイボンの書」679ページに挿入された、曾祖父バロー・ピクターズによる、人間を石の彫像に変えてしまう方法を採用することに決める。外宇宙の力など用いない、単なる化学反応であるが、材料に用いる薬品を各地から取り寄せる。洞窟で調合したワインに似た薬品を、妻の飼い犬とウィーラーに飲ませて、石化させる。
ローズは薬を盛られたことを察し、以後の食事を拒否する。監禁され長期戦となるも、疲れて眠り込んだダニエルに、逆に薬を飲ませて石化させる。ローズはダニエルの日記の末尾に、自分が行ったことと父へのメッセージを記し、愛犬と恋人の後を追い、薬を飲んで石となる。

## 主な登場人物

### 主要人物
- ベン・ヘイドン - 不思議なものに興味があり、自分でも見たいという頑固な性格。
- ジャック - 語り手。
- ヘンリー・ジャクスン - ベンの友人。肺の病のために田舎で療養していた際に、奇妙な石像に遭遇する。
- アーサー・ウィーラー - 彫刻家。写実的な作風で知られる。ベンとジャックの知人。ダニエルの家に下宿していた。

### ダニエル・モリスと関係者
- ダニエル・モリス - 村の嫌われ者で「気ちがいダン」と呼ばれる。母方でヴァン・コーラン一族の血を引く。ルルイエを賞賛し、シュブ＝ニグラスとツァトゥグァを讃える。
- ニコラス・ヴァン・コーラン - ダニエルの先祖の妖術師。悪魔と取引をしており、1587年に縛り首にされた。
- ウィリアム・ヴァン・コーラン - ニコラスの孫。
- バロー・ピクターズ・ヴァン・コーラン - ダニエルの曾祖父。1839年に失踪。
- ヘンドリック・ヴァン・コーラン - ダニエルの叔父。
- 「エイボンの書」 - 魔法使いニコラスが持っていた。先祖代々受け継がれ、ダニエルが所持する。
- ローズ・C・モリス - ダニエルの妻。年齢は16歳下。オズボーン・E・チャンドラーの長女。夫の儀式を嫌悪し、アーサーに惹かれる。
- レックス - ローズの飼い犬。

## 収録
- 青心社文庫『クトゥルー4』植木和美訳「石像の恐怖」
- 創元推理文庫『ラヴクラフト全集 別巻〈下〉』大瀧啓裕訳「石の男」
- 星海社FICTIONS『這い寄る混沌 新訳クトゥルー神話コレクション3』森瀬繚訳「石の男」

## 関連作品
- アロンソ・タイパーの日記
- 緑の崩壊 - ロバート・M・プライスが1997年に発表したクトゥルフ神話。「緑の崩壊（緑の腐敗）」を具体的に描写した[2]。
- 湖畔の住人 - ラムジー・キャンベルが1964年に発表したクトゥルフ神話。「緑の崩壊」を具体的に描写した。同じ語だがプライスとは異なる。